# Haakon I al Norvegiei
Haakon Haraldsson (n. 918 d.Hr., Hordaland, Norvegia – d. 961 d.Hr., Battle of Fitjar⁠(d), Norvegia), cunoscut și ca Haakon cel Bun, a fost al treilea rege al Norvegiei și fiul cel tânăr al lui Harald Fairhair și a soției sale, Thora Mosterstang.

## Adolescența
Regele Harald a fost determinat să-l elimine pe fiul său cel mai tânăr din calea răului și prin urmare, l-a trimis la prietenul său, Regele Athelstan al Angliei. Haakon a fost crescut de regele Athelstan, ca parte a unui acord de pace făcut cu tatăl său, iar acesta a fost adus la religia creștină.
La vestea morții tatălui său, Regele Athelstan l-a ajutat pe Haakon cu nave și armate pentru o expediție împotriva fratelui său vitreg, Eric, care fusese proclamat rege.

## Domnia
La sosirea sa în Norvegia, Haakon a câștigat sprijinul nobililor cărora le promisese că va renunța la drepturile de impozitare pretinse de tatăl său, pe proprietățile imobiliare moștenite. Eric a fost părăsit curând de toți susținătorii și și-a salvat viața fugind din țară în Insulele Orkney, iar mai târziu în Regatul Jorvik, având în cele din urmă o moartea violentă la Stainmore, Westmorland, în 954, împreună cu fiul său, Haeric.
În 953, Haakon a trebuit să poarte o luptă acerbă la Avaldsnes împotriva fiilor lui Eric. Bătălia ar fi fost la Bloodheights (Blodheia), regiunea primind acest nume în urma acestui eveniment. Haakon a câștigat bătălia de la Rastarkalv (aproape de Frei) în 955. Prin plasare stindardelor de-a lungul creastei, a dat impresia că armata sa era mai mare decât părea în realitate. El a reușit să-i păcălească pe fii lui Eric și să creadă că aceștia sunt depășiți numeric. Danezii au încercat să fugă însă au fost măcelăriți de armata lui Haakon. Fii lui Eric s-au întors în 957, sprijiniți de regele danez, Gorm cel Bătrân, însă au fost învinși din nou de armata eficientă a lui Haakon.
Haakon a avut succes aproape frecvent în orice își propunea însă nu și în încercarea de a introduce creștinismul în țară, lucru care a stârnit o opoziție cu care nu se simțea destul de puternic să se înfrunte.

## Decesul și succesiunea
Trei dintre fii lui Eric, Gamle, Harold, și Sigurd, au sosit neobservați în Hordaland în 961, luându-l prin surprindere pe rege în reședința sa din Fitjar. Haakon a fost rănit mortal în bătălia de la Fitjar. Brațele regelui au fost străpunse cu o săgeată și a murit din cauza rănilor. El a fost îngropat într-o movilă din staul Seim, în Lindås. După moartea lui Haakon, Harald al II-lea, al treilea fiu al lui Eric, împreună cu frații săi, au devenit regi ai Norvegiei. Cu toate acestea, ei nu au avut autoritate în afară de vestul Norvegiei. Harald, fiind cel mai mare, deținea cea mai mare putere. Problema succesiunii a fost stabilită atunci când Harald al II-lea a urcat pe tron. Ulterior, norvegienii au fost chinuiți de ani de război.